# Oberea ocellata
Oberea ocellata är en skalbaggsart som beskrevs av Samuel Stehman Haldeman 1847. Oberea ocellata ingår i släktet Oberea och familjen långhorningar. Inga underarter finns listade i Catalogue of Life.